# Prokoeneniidae
Famille
Les Prokoeneniidae sont une famille de palpigrades.

## Liste des genres
Selon Palpigrades of the World (version 1.0) :
- Prokoenenia Börner, 1901
- Triadokoenenia Condé, 1991

## Publication originale
- Condé, 1996 : Les Palpigrades, 1885-1995: acquisitions et lacunes. Revue suisse de Zoologie, vol. hors-série no 1, Proceedings of the XIIIth Congress of Arachnology : Geneva, 3-8 September 1995 ,p. 87-106 (texte intégral).